# Rømskog
Rømskog è un ex comune norvegese della contea di Østfold. Dal 1º gennaio 2020 è diventato parte del comune di Aurskog-Høland, diventato comune della neoistituita contea di Viken. Questa è stata poi soppressa ricreando dal 1º gennaio 2024 la contea di Østfold.